# Matias Kupiainen
Matias Kupiainen (nascido em 11 de maio de 1983 em Helsínquia) é um guitarrista e produtor finlandês.
Kupiainen foi escolhido em 2008 como o novo guitarrista para a banda finlandesa de power metal Stratovarius, após a saída de Timo Tolkki. Ele começou a tocar com a banda em 2009, em seu álbum Polaris para o qual compôs três canções. 
Além do Stratovarius, Kupiainen tem o Fist in Fetus como projeto paralelo, fundada em 2006 e descrita como grindcore, que lançou um EP auto-produzido em 2007. Ele participou no álbum de 2007 Guitar Heroes, na música "12 Donkeys", que também foi lançada como single, e apareceu no show de lançamento do disco no Tavastia Club. No festival Tuska 2007, ele apareceu como uma banda-de-um-homem-só de house, na estação de televisão YLE Extra.
Kupiainen também tocou como músico de estúdio, dentre outros, em álbuns de Olavi Uusivirta e Misic Milana, e trabalhou como produtor, engenheiro de gravação, e mixador, também. Ele estudou na Academia Sibelius, em Helsínquia e no Conservatório Pop & Jazz de Oulunkylä. Ele tocava uma guitarra PRS Artist Série I e agora ele é endorser da guitarra Ruokangas. Ele toca sua Hellcat customizada feita de cedro espanhol e vidoeiro ártico, e usa principalmente ENGL, e Hughes Kettner , Mesa / Boogie e artes TC Electronic. 
Kupiainen era co-proprietário de um estúdio de gravação musical chamado Minor em Helsínquia, na Finlândia, até que foi fundida com a 5 By 5 Audio.

## Discografia

### Fist in Fetus
- Fist in Fetus EP (2007)

### Stratovarius
- Polaris (2009)
- Polaris Live (2010)
- Elysium (2011)
- Under Flaming Winter Skies (2012) Ao Vivo.
- Nemesis (2013)
- Nemesis Days (DVD) (2014)
- Eternal (2015)
- Best Of (2016)
- Enigma: Intermission II (2018)
- Survive (2022)